# Jaryło

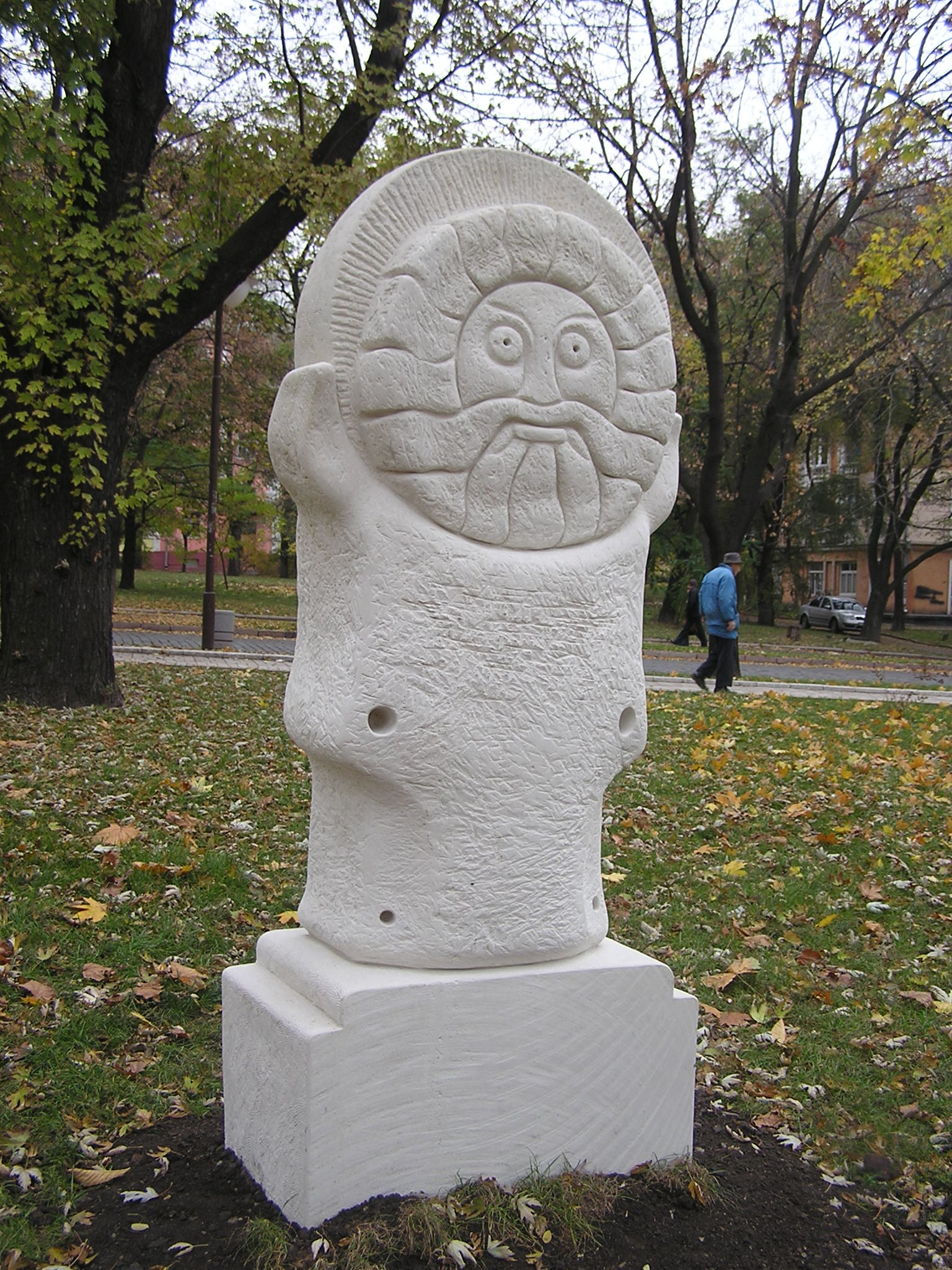
Pomnik Jaryły w donieckim parku

Jaryło, Jaryła, Jaruna – słowiańskie bóstwo płodności i wiosny, poświadczone w folklorze Słowian wschodnich i południowych.
Informacje na temat Jaryły pochodzą z XVIII i XIX-wiecznych materiałów etnograficznych, brak jest wcześniejszych wzmianek na temat tego bóstwa. Zgodnie z zapisem w kronice miasta Woroneża z 1765 roku święto ku czci Jaryły obchodzono 23 lub 27 kwietnia według kalendarza juliańskiego (15 kwietnia według kalendarza gregoriańskiego), do czasu aż zostało zakazane przez miejscowego biskupa.
W wyobrażeniach ludowych Jaryłę wyobrażano sobie jako bosego młodzieńca w białej szacie, jadącego na białym koniu. Na głowie miał wianek, w prawej ręce trzymał głowę ludzką, w lewej zaś kłosy żyta. W wersji schrystianizowanej utożsamiano go ze św. Jerzym. Pochodzący z 1846 roku zapis obrzędu powitania wiosny obchodzonego na Białorusi informuje o korowodzie dziewcząt, z których jedna, posadzona na koniu uwiązanym do słupa, odgrywała postać Jaryły. Zgromadzone śpiewały pieśń:

Włóczył się Jaryło / Po całym świecie / Rodził żyto w polu / Płodził ludziom dzieci / A gdzież on nogą / Tam żyto kopą / A gdzież on na ziarnie / Tam kłos zakwitnie

Cały obrzęd stanowił echo prastarych obrzędów płodnościowych, czego świadectwem jest folklorystyczny motyw zastąpienia „starego” Jaryły przez „młodego”, często po stoczonej walce. Jaryło umierał wraz z nadejściem lata, wtedy to młode mężatki sporządzały kukłę wyobrażającą bóstwo i urządzały jej symboliczny pogrzeb.
Ze względu na podobieństwo źródłosłowu imienia bóstwa, część badaczy doszukiwała się jego związku z połabskim Jarowitem, który z kolei ma wiele cech wspólnych z lechickim Jaszą, co skłania niektórych badaczy do stawiania teorii, łączących tę trójkę, jako odmiany regionalne dawnego prasłowiańskiego boga.